# Альдабрська черепаха

Альда́брська або альда́брська гіга́нтська черепа́ха (Aldabrachelys gigantea) — одна з найбільших сучасних сухопутних черепах, ендемік атола Альдабра на Сейшелах. За розмірами подібна до галапагоської черепахи, з середніми розмірами панцира 120 см завдовжки. Середня вага самця становить близько 250 кг, рекордний екземпляр в Порт-Вортському зоопарку важив понад 360 кг. Це один з найбільш довговічних видів на Землі, її максимальна зареєстрована тривалість життя становить 152 роки. Цей вид широко відомий за своєю застарілою назвою Geochelone gigantea. Деякий час розміщувався у роді Dipsochelys, що тепер є синонімом Aldabrachelys. Це єдиний представник цього роду.